# Duaderoc
Duaderoc (Duaderok, Dua Deroc) ist eine osttimoresische Aldeia im Suco Leolima (Verwaltungsamt Balibo, Gemeinde Bobonaro). 2015 lebten in der Aldeia 1076 Menschen.

## Geographie
Duaderoc bildet den Nordwesten des Sucos Leolima. Südöstlich befindet sich die Aldeia Faturui. Im Süden grenzt Duaderoc an den Suco Balibo Vila, im Südwesten an den Suco Sanirin, im Norden an den Suco Aidabaleten und im Osten reicht es bis an den Suco Hataz. Zuflüsse zum Lago Malai entstehen im Nordwesten Duaderocs. Nahe der Westgrenze liegt der Samono (08° 54′ S, 125° 03′ O), der höchste Berg im Suco mit 707 m.
Durch den Nordwesten von Duaderoc führt die Überlandstraße von Batugade zur Landeshauptstadt Dili. An ihr liegen die Orte Aimalae (Aimalai, Duaderoc Tasi) und Megir (Migir, Miguir). Das Gebiet kam erst 2015 von Sanirin zum Suco Leolima. Im Nordosten befindet sich der Ort Goubin (Goubein), im Südosten die Dörfer Oetapo, Quero (Kiru), Semautleten und im Süden der Ort Taumrian.

## Politik
2023 wurde Joanico Martins zum Chefe de Aldeia gewählt.